# Olympische Sommerspiele 2004/Teilnehmer (Monaco)
| Gelbes Symbol für Goldmedaillen mit stilisierten Olympischen Ringen | Graues Symbol für Silbermedaillen mit stilisierten Olympischen Ringen | Braundes Symbol für Bronzemedaillen mit stilisierten Olympischen Ringen |
| ------------------------------------------------------------------- | --------------------------------------------------------------------- | ----------------------------------------------------------------------- |
| —                                                                   | —                                                                     | —                                                                       |

Monaco nahm an den Olympischen Sommerspielen 2004 in der griechischen Hauptstadt Athen mit drei Sportlern, einer Frau und zwei Männern, teil.
Seit 1920 war es die 17. Teilnahme Monacos bei Olympischen Sommerspielen.

## Flaggenträger
Der Leichtathlet Sébastien Gattuso trug die Flagge Monacos während der Eröffnungsfeier im Olympiastadion.

## Teilnehmer nach Sportarten

### Leichtathletik
- Sébastien Gattuso
Männer, 100 m: in der 1. Runde ausgeschieden (10,58 s)

### Schießen
- Fabienne Diato-Pasetti
Männer, Luftgewehr 10 m: 43. Platz

### Schwimmen
- Jean-Laurent Ravera
Männer, 200 m Freistil: in der 1. Runde ausgeschieden (56,47 s; 62. Platz)